# 揚博爾峰

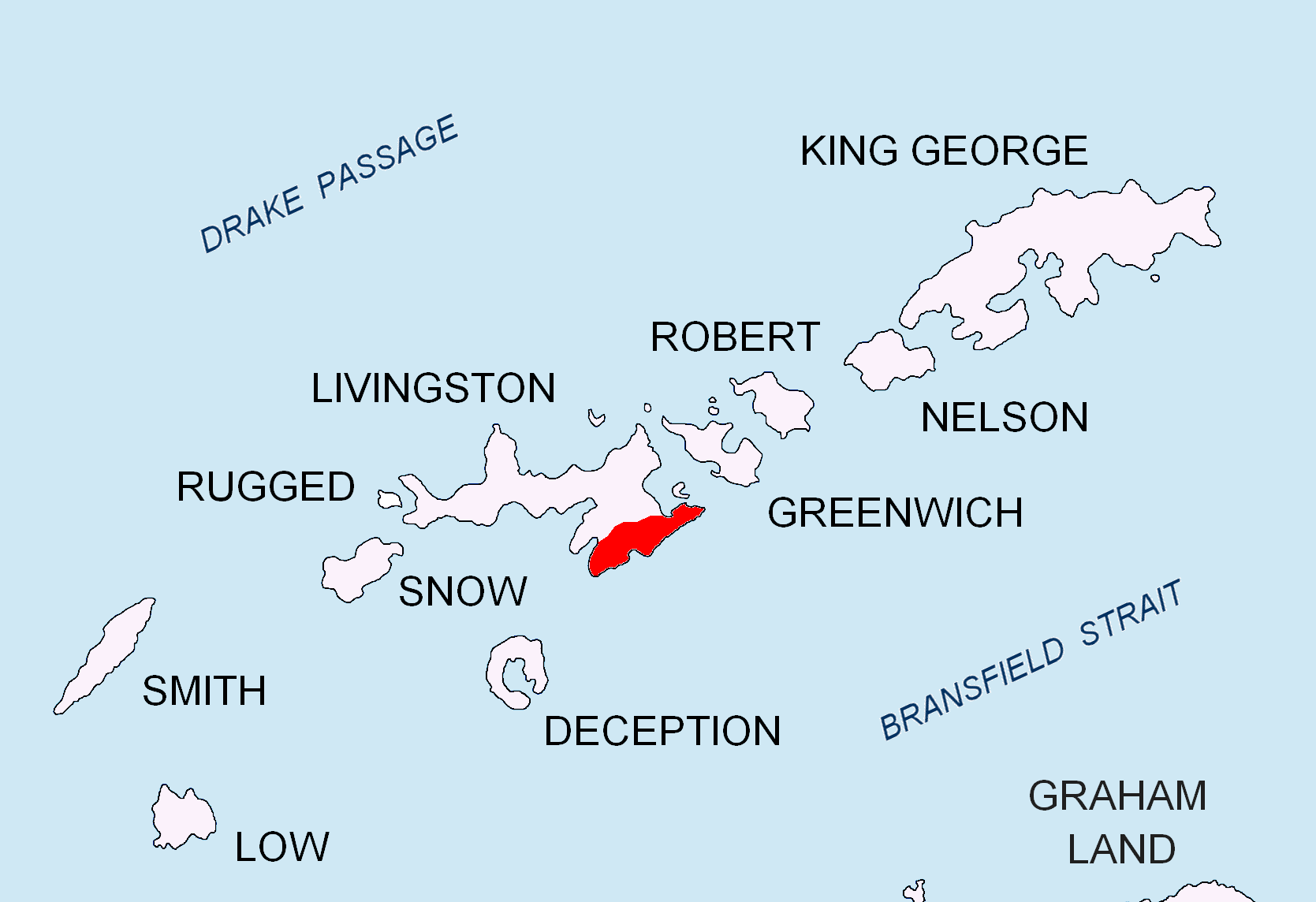

揚博爾峰（英語：Yambol Peak）是南極洲的山峰，位於南設得蘭群島的利文斯頓島，屬於弗里斯蘭嶺的一部分，海拔高度300米，處於舒門峰東南面1.44公里、尼多峰西南面3.94公里、博特夫角東北面4.05公里。

## 外部連結
- SCAR Composite Gazetteer of Antarctica（页面存档备份，存于）.

62°44′25.3″S 60°14′11″W / 62.740361°S 60.23639°W